# Cégep de Sherbrooke

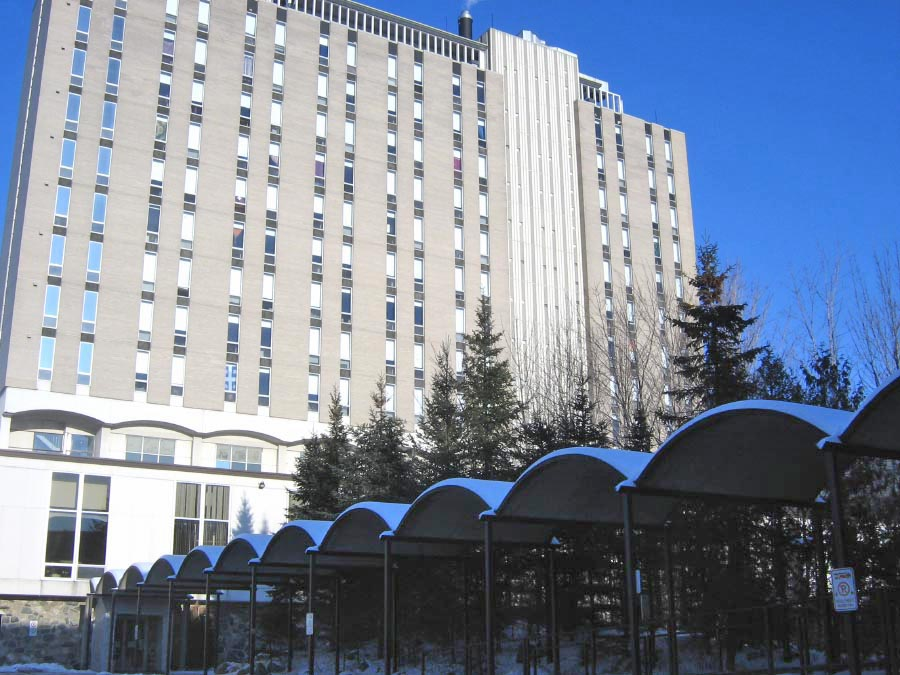
Pabellón de Cégep de Sherbrooke

El Cégep de Sherbrooke (45°24′36″N 71°53′06″O / 45.410, -71.885) es un colegio de la ciudad de Sherbrooke. Este colegio está en la esquina de la calle Terril y Cégep en el este barrio. Tiene actualmente seis pabellones pero el colegio renta locales debido a la falta de espacio.  Este colegio tiene 7000 estudiantes.